# Bulge

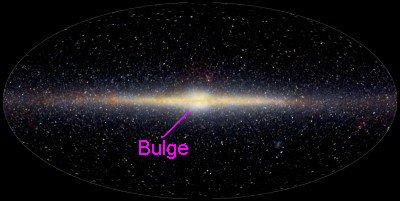
Il bulge della Via Lattea è ben visibile in questa ricostruzione

In astronomia, un bulge o bulbo galattico è un rigonfiamento di notevoli dimensioni formato da un elevato numero di stelle. Il termine comunemente si riferisce al gruppo centrale di stelle che si trova nella maggior parte delle galassie a spirale. Il nucleo delle galassie a spirale è solitamente composto da stelle di popolazione II, piccole, rosse e vecchie che nacquero assieme alla galassia circa un miliardo di anni dopo il Big Bang. 
Si pensa che la maggior parte dei nuclei ospiti al suo interno un buco nero supermassiccio. Benché la prima osservazione diretta di un buco nero sia stata pubblicata solo nel 2019 (un'immagine del buco nero al centro della galassia "M87" ottenuta tramite numerose osservazioni interferometriche), la loro esistenza era già stata comprovata indirettamente tramite l'osservazione di numerosi effetti (principalmente gravitazionali) che essi esercitavano sulla materia circostante.
Alcune galassie hanno nuclei con stelle di popolazione I (giovani stelle blu), o una combinazione delle due popolazioni. Anche se questo caso non è ancora chiaro, è solitamente portato come prova che ci sono state interazioni con un'altra galassia (collisione di galassie), che invia nuovo gas al centro galattico e favorisce la formazione stellare.

## Bulge classico

Messier 81, una galassia con un bulge classico. La struttura a spirale termina dove inizia il rigonfiamento centrale.

Un bulge che ha proprietà simili a quelle delle galassie ellittiche viene definito "bulge classico". Questi rigonfiamenti sono composti principalmente da vecchie stelle di popolazione II caratterizzate da un colore rossastro. Queste stelle si muovono lungo orbite casuali rispetto al piano della galassia, dando al bulge la caratteristica forma sferica. Data l'assenza di gas e polveri, nei rigonfiamenti centrali non si verifica praticamente alcuna attività di formazione stellare. La distribuzione della luce è descritta dal profilo di Sérsic.
Si ritiene che i bulge classici siano il risultato della collisione di strutture più piccole. Convulse forze gravitazionali tendono a sconvolgere i movimenti orbitali delle stelle, dando luogo a orbite casuali che producono il rigonfiamento centrale. Se la galassia madre era ricca di gas, anche la conseguente forza di marea tende a plasmare il nuovo nucleo galattico. Nel caso di importanti fusioni galattiche, le nubi di gas hanno maggiori probabilità di trasformarsi in nuove stelle, come conseguenza delle onde d'urto presenti nello scontro galattico. Secondo uno studio, circa l'80% delle galassie sono prive di un bulge classico, indicando che nelle loro evoluzione non sono state soggette a importanti processi di fusione. Si ritiene che la frazione di galassie prive di bulge sia rimasta costante nell'Universo durante gli ultimi 8 miliardi di anni.
Invece due terzi delle galassie nei densi ammassi di galassie (come l'Ammasso della Vergine) posseggono un bulge classico, il che dimostra l'effetto distruttivo causato dal loro affollamento.

## Bulge a disco
Alcuni bulge hanno proprietà molto più simili a quelle delle regioni centrali delle galassie a spirale rispetto a quelle delle galassie ellittiche.
Questi bulge vengono chiamati "bulge a disco" o "pseudobulge". Il movimento delle stelle avviene su orbite ordinate, non casuali e situate nello stesso piano delle orbite delle stelle del disco galattico esterno. Differiscono pertanto in modo significativo dalle galassie ellittiche e dai loro bulge di tipo classico.